# Zemo Yashtjva
Zemo Yashtjva (en georgiano: ზემო იაშთხვა; en armenio: Վերին Յաշթխվա) o Yashtvarjui (en abjasio: Иашҭхәархәы) es una aldea que pertenece a la parcialmente reconocida República de Abjasia, parte del distrito de Sujumi, aunque de iure pertenece al municipio de Sojumi de la República Autónoma de Abjasia de Georgia.

## Geografía
Zemo Yashtjva se encuentra a 5 km de Sujumi. La aldea se administra desde el pueblo de Tavisupleba.

## Historia
La aldea fue fundada por armenios de los pueblos alrededor de Trebisonda en 1890.

## Demografía
La evolución demográfica de Zemo Yashtjva entre 1959 y 1989 fue la siguiente:
| 538                                                 | 454 |
| (Fuente: Population of Abkhazia since Soviet times) |     |

Antes de la guerra de Abjasia, la mayoría de la población local eran armenios.

## Economía
Los habitantes se dedican al cultivo de tabaco, maíz, horticultura, ganadería, lechería y apicultura.  

## Infraestructura

### Educación
El pueblo tenía una escuela primaria armenia y un club.